# Мелиц, Марк
Марк Дж. Мелиц (англ. Marc J. Melitz; род. 1 января 1968, США) — американский экономист, профессор кафедры экономики имени Дэвида А. Уэллса Гарвардского университета, член Американской академии искусств и наук (2017).

## Биография
В 1989 году получил степень бакалавра по математике с отличием в Хаверфордском колледже. В 1992 году получил степень M.S.B.A. по исследованию операций в Мэрилендском университете в Колледж-Парке, а магистерскую степень по экономике в 1997 году в Мичиганском университете. В 2000 году был удостоен докторской степени по экономике в Мичиганском университете.
Преподавательскую деятельность начал в 2000—2004 годах в должности ассистент-профессора, позже ассоциированным профессором экономики в 2004—2005 годах в Гарвардском университете. В 2005—2006 годах был назначен ассоциированным профессором социологии кафедры Джона и Рут Хейзел. В 2006—2007 годах был уже ассоциированным профессором экономики в Школе общественных и международных отношений имени Вудро Вильсона при Принстонском университете. В 2007 году назначен полным профессором экономики и международных отношений на факультете экономики в Школе общественных и международных отношений имени Вудро Вильсона, где преподавал до 2009 года. С 2009 года является профессором экономики в Гарвардском университете, и с 2011 года профессор кафедры экономики имени Дэвида А. Уэллса.
Был приглашённым преподавателем в Принстонском университете в 2005—2006 годах. Был членом научного совета Европейского исследовательского совета в 2011—2012 годах, иностранным редактором The Review of Economic Studies в 2007—2012 годах, помощником редактора Journal of International Economics в 2005—2011 годах, помощником редактора The Economic Journal в 2004—2008 годах. Был членом программного комитета Девятого международного конгресса Эконометрического общества. Был научным сотрудником фонда Альфреда Слоуна в 2005—2009 годах.
В настоящий момент является научным сотрудником NBER с 2000 года, научным сотрудником Центра экономических и политических исследований с 2002 года, научным сотрудником в CESifo с 2007 года, научным сотрудником Кильского института мировой экономики с 2012 года, помощником редактора American Economic Journal с 2007 года, членом Эконометрического общества c 2008 года.

## Награды и отличия
За свои достижения в области экономики был удостоен рядом наград:
- 1999 — стипендия от фонда Альфреда Слоуна,
- 2004 — грант от Национального научного фонда.
- 2016 — Премия Бернарда Хармса